# Blandine Kriegel
Pour les articles homonymes, voir Kriegel.
Blandine Kriegel, née le 1er décembre 1943 à Neuilly-sur-Seine, est une philosophe, Professeure des universités, ancienne présidente du Haut Conseil à l'intégration, conseillère de Jacques Chirac et ancienne membre du Comité consultatif national d'éthique.
Elle fut assistante de Michel Foucault au Collège de France.

## Biographie
Blandine Kriegel est la fille du résistant, juriste et député communiste Maurice Kriegel-Valrimont et de la résistante Paulette Lesouëf de Brévillier, la nièce de l'historienne et résistante Annie Kriegel et la cousine de la journaliste et écrivaine Danièle Kriegel.
En 1967, elle adhère à l'Union des jeunesses communistes marxistes-léninistes. Elle obtient l'agrégation de philosophie en 1968 et devient professeur de philosophie au lycée d'Amiens. Elle rompt avec l'engagement politique en 1970.
Elle devient attachée de recherche au CNRS en 1978. 
Elle rompt avec le marxisme avec la publication de L’État et les esclaves en 1979. Elle soutient une thèse de philosophie à l'Université de Lyon sous la direction de Bernard Bourgeois. En 1984 le président de la République François Mitterrand lui confie une mission sur la modernisation de l'État qui donnera lieu à diverses publications. 
En 1994, elle devient professeur à l'université Paris-Nanterre. 
En 2002, elle préside la mission d'évaluation, d'analyse et de propositions relative aux représentations violentes à la télévision, qui remet un rapport au ministre de la Culture Jean-Jacques Aillagon. Ses conclusions n'ont pas été appréciées par « la presse post-soixante-huitarde », selon les mots d'Alain Finkielkraut.
Elle est nommée présidente du Haut Conseil à l'intégration en octobre 2002.
Elle a travaillé aussi à faire connaître aux francophones le courant intellectuel appelé « École de Cambridge »[réf. nécessaire] (John Dunn (en), John Greville Agard Pocock, Quentin Skinner).
En 2008, elle est promue commandeur de l'ordre national de la Légion d'honneur.
En 2011, dans La République et le prince moderne, elle suggère que la première vraie révolution « républicaine » en Europe fut celle des Pays-Bas, à travers l'Acte de La Haye que les États du nord rédigèrent pour proclamer la déchéance du roi d’Espagne Philippe II. Cette révolution aurait, selon elle, anticipé avec deux siècles d’avance celle des États-Unis d’Amérique en 1776 et de France en 1789.
De 2012 à 2018, elle appartient au Comité pour l'histoire préfectorale.

### Engagements sociétaux et politiques
Après avoir été proche du Parti socialiste, en 1995, elle soutient la candidature de Jacques Chirac à l'élection présidentielle. 
Elle est opposée à la discrimination positive mais est membre du comité de parrainage de l'association Marianne de la diversité.

### Vie privée
Elle est l'épouse de Philippe Barret, puis d'Alexandre Adler.

## Décoration
- Commandeur de la Légion d'honneur (2008)

## Ouvrages
- L’État et les Esclaves, (traduit en anglais sous le titre The state and the rule of law, Princeton, Princeton University Press, 1995) 1979  (ISBN 978-2702103340)
- L'État et la démocratie, rapport à François Mitterrand, Président de la République française, Paris, La Documentation française, 1985  (ISBN 2110015748)
- Les Chemins de l’État, Paris, Calmann-Lévy, 1986  (ISBN 978-2702113448)
- Les Historiens et la Monarchie, Paris, PUF, 1988 
  - Tome 1 : Jean Mabillon  (ISBN 978-2130479024)
  - Tome 2 : La défaite de l'érudition  (ISBN 978-2130479031)
  - Tome 3 : Les Académies de l'histoire  (ISBN 978-2130479048)
  - Tome 4 : La République incertaine  (ISBN 978-2130479055)
- Les Droits de l’homme et le droit naturel, Paris, PUF, 1986  (ISBN 978-2130428732)
- La République incertaine, Paris, Quai Voltaire, 1992
- La Querelle Mabillon-Rancé, Paris, Quai Voltaire, 1992
- Textes de philosophie politique classique, Paris, PUF, coll. « Que sais-je ? », 1993
- La politique de la raison, Les Chemins de l’État, 2, Paris, Payot, 1994
- Propos sur la démocratie, Les Chemins de l’État, 3, Paris, Descartes et Cie, 1994
- Cours de philosophie politique, Paris, Hachette, Le Livre de Poche, 1997
- La Cité républicaine, Les Chemins de l’État, 4, Paris, Galilée, 1998
- L'Histoire à l'âge classique (rééd. de Les Historiens et la Monarchie), 4 volumes, Paris, PUF, 1996
- Philosophie de la République, Paris, Plon, 1998
- Le sang, la justice, la politique, Paris, Plon, 1999  (ISBN 978-2259190527)
- Réflexions sur la justice, Les Chemins de l’État, 5, Paris, Plon, 2001
- État de droit ou Empire ?, Paris, Bayard, 2002
- La Violence à la télévision, Paris, PUF Quadrige, 2003  (ISBN 978-2130535881)
- Michel Foucault aujourd'hui, Paris, Plon, 2004  (ISBN 978-2259191142)
- Études et intégration : Avis sur le logement des personnes immigrées ; Rapport statistique annuel ; Présentation de l'Institut d'études, Paris, La Documentation française, 2008
- Querelles françaises avec Alexis Lacroix, préface d’Alexandre Adler, Paris, Grasset, 2008
- Le Big bang et après ?, avec Alexandre Adler, Marc Fumaroli et Trinh Xuan Thuan, Paris, Albin Michel, 2010
- La République et le Prince Moderne, Paris, PUF, 2011  (ISBN 978-2130791829)
- Mémoires en crise : Où en sommes-nous et où allons-nous si nous ne savons plus d'où nous venons ? (participation), Paris, Parole et Silence, 2013  (ISBN 978-2889181933)
- Spinoza, L'autre voie, Paris, Éditions du Cerf, 2018  (ISBN 978-2204105118)
- La République imaginaire, Paris, Éditions du Cerf
  - vol. 1, La Renaissance, 2022
  - vol. 2, 3 et 4 à paraître